# Bhanumati Devi
Bhanumati Devi (* 15. Mai 1934 in Birma; † 4. Januar 2013 in Puri, Odisha) war eine indische Schauspielerin des Oriya-Films und -Theaters.

## Leben
Bhanumati wurde in Birma geboren, wo sie im Alter von sieben Jahren erste Theatererfahrungen sammelte. Während des Zweiten Weltkrieges zog sie mit ihren Eltern in deren Heimat Orissa. In Cuttack gehörte sie vier Jahrzehnte lang zum Ensemble des Annapurna Theatres und erlangte Renommee mit den Stücken Napahu Rati Namaru Pati und Lakhye Hira. Für ihre schauspielerischen Leistungen am Theater wurde sie von der Regierung des Bundesstaates Orissa mit der Auszeichnung Jaydev Samman geehrt.
Ihre Karriere im Oriya-Film begann 1953. Zu Bhanumatis bekanntesten Filmen gehört Mrinal Sens Literaturverfilmung Matir Manisha (1966), in dem sie neben Prashanta Nanda und Jharana Das auftrat. Ebenfalls neben Nanda spielte sie in Amit Moitras Adina Megha (1970) und Byomkesh Tripathis Mamata (1975). Häufig war sie auch in Filmen Nitai Palits zu sehen.

## Filmografie (Auswahl)
- 1966: Matir Manisha
- 1968: Kie Kahara
- 1970: Adina Megha
- 1972: Dharitri
- 1974: Mana Akash
- 1975: Mamata
- 1975: Samaya
- 1977: Mukti
- 1980: Tapasya
- 1981: Devajani